# 조향
조향(趙鄕, 1917년 ~ 1984년)은 대한민국의 시인이다. 1950년대 실험파의 선두주자로 간주된다. 조향은 초현실주의 기법으로 당대 사회 현실을 비판하고 부정함으로써 모더니즘의 비판과 저항 정신을 보여 주었다.

## 생애
조향은 경남 사천군 곤명면 금성리(친가는 사천군 곤양면 환덕리) 외가에서 1917년 12월 9일(음력 9월 22일)에 아버지 조용주(趙鏞周)와 어머니 강숙희(姜淑喜)의 맏아들로 태어난다. 아명은 희제(嬉濟), 본명은 변제(變濟)였다. 1932년 진주고등보통학교에 수석으로 입학해 급장을 맡고 우등생으로 지내면서 생물, 미술, 습자, 음악, 문학 등의 취미를 가졌다. 당시 조선어 선생이던 박중구(朴重九) 선생의 자극, 영향으로 문학에만 뜻을 두게 되고 교우회지(校友會誌)에 시, 기행문 등을 발표한다. 1937년 진주고보를 졸업하고 대구사범학교 강습과에 입학, 수료 후 김해 가락국민학교로 발령받는다. 1940년 ≪매일신보≫에 시 ＜초야(初夜)＞가 당선된다. 일본대학 예술학원(현 예술학부) 창작과에 합격했으나 동 대학 전문부 상경과로 옮긴 후 애인 배기근(裴基根)에게 보낸 장문의 편지가 일본 관헌의 검열에 걸려 민족주의 사상이 농후하다는 이유로 추방당한다. 이후 마산에 돌아와 ≪시문학연구(詩文學硏究)≫지 동인으로 시작 활동을 하게 된다. 조부의 만년의 아호였던 ‘훈(薰)’ 자를 따서 필명으로 사용하다 1946년 시동인지 ≪노만파(魯曼派)≫를 창간하고 이때부터 필명 ‘훈’을 ‘향(鄕)’으로 바꾸어 사용한다.
1942년부터 마산 월성국민학교 강사로 다시 교단에 서게 되고 함안 북월촌국민학교(1944), 마산 월영국민학교(1945), 마산 고급상업중학교(1946) 등을 거쳐 1947년 동아대학교 전임강사로 대학 강단에 서게 된다. 이후 동아대 교수로서 학보사 주간(1953∼1966), 국문학과장, 물리대학장(1960∼1962), 도서관장(1963∼1966) 등을 거치면서 약 20년간 봉직하다 1966년 서울로 이주한 후 MBC 해설위원(1969∼1970), 명지대학 강사(1972∼1981) 등을 역임하고 1984년 8월 9일 동해안 피서지에서 심장마비로 급서한다.